# 2004 في المكسيك
فيما يلي قوائم الأحداث التي وقعت خلال عام 2004 في المكسيك.

## رياضة
- 1 يناير – الدوري المكسيكي الممتاز 2004 الفائز نادي أونيفرسيداد ناسيونال.
- 1 يناير – بطولة أمريكا الوسطى والكاريبي لألعاب القوى للناشئين 2004

## برامج ومسلسلات وأنمي
- زهرة في حياتي

## موسيقى

### ألبومات
من الألبومات التي صدرت هذه السنة في المكسيك:
- 1 يناير – باو-لاتينا من غناء باولينا روبيو.

## وفيات

### فبراير
- 1 فبراير – أوسكار غيريرو سيلفا (مواليد 1971) مهرب مخدرات مكسيكي.
- 17 فبراير – خوسيه لوبيز بورتيو (مواليد 1920) رئيس المكسيك.
- 23 فبراير – راؤول ساليناس لوزانو (مواليد 1917) سياسي مكسيكي.

### مارس
- 19 مارس – روبرتو خافيير مورا غارسيا (مواليد 1962) صحفي مكسيكي.

### يونيو
- 7 يونيو – خوسيه لويس كالديرون كابريرا (مواليد 1930) مهندس معماري مكسيكي.
- 22 يونيو – فرنسيسكو أورتيز فرانكو (مواليد 1954) صحفي مكسيكي.

### أغسطس
- 7 أغسطس – إسماعيل رودريغيز (مواليد 1917)

### سبتمبر
- 12 سبتمبر – دكتور فاغنر (مواليد 1936) مصارع محترف مكسيكي.

### أكتوبر
- 26 أكتوبر – بوبي أفيلا (مواليد 1924) لاعب كرة قاعدة مكسيكي.

### نوفمبر
- 15 نوفمبر – رافاييل بيرالتا (مواليد 1979)